# Ambalangoda
Ambalangoda è una città dello Sri Lanka, situata nella Provincia Meridionale.